# Cesare Nay
Cesare Nay (Turín, Provincia de Turín, Italia, 22 de octubre de 1925-ibid., 8 de agosto de 1994) fue un futbolista y director técnico italiano. Se desempeñaba en la posición de centrocampista.

## Clubes

### Como futbolista
| Club              | País   | Año         |
| ----------------- | ------ | ----------- |
| Carrarese Calcio  | Italia | 1946 - 1947 |
| Spezia Calcio     | Italia | 1947 - 1948 |
| Lucchese Libertas | Italia | 1948 - 1949 |
| Torino F. C.      | Italia | 1949 - 1954 |
| Triestina Calcio  | Italia | 1954 - 1955 |
| Juventus F. C.    | Italia | 1955 - 1957 |

### Como entrenador
| Club             | País   | Año         |
| ---------------- | ------ | ----------- |
| Pordenone Calcio | Italia | 1960 - 1961 |
| Ternana Calcio   | Italia | 1966 - 1967 |